# Monanthotaxis bokoli
Monanthotaxis bokoli là loài thực vật có hoa thuộc họ Na, bản địa Cộng hòa Dân chủ Congo, Cộng hòa Congo, Gabon, Cộng hòa Trung Phi. Loài này được Émile Auguste Joseph De Wildeman và Théophile Alexis Durand mô tả khoa học đầu tiên năm 1900 dưới danh pháp Xylopia bokoli. Năm 1971 Bernard Verdcourt chuyển só sang chi Monanthotaxis. The Plant List coi nó là đồng nghĩa của  Popowia bokoli.